# Kradziejówka
Kradziejówka – część miasta Żory, położona w rejonie ulicy Północnej i alei AK, na północny zachód od centrum Żor. 